# Щелкалов, Василий Яковлевич
Василий Яковлевич Щелкалов (? — 1611, встречается написание фамилии Щелканов) — русский политический деятель, влиятельный думный дьяк в царствование Ивана Грозного и Бориса Годунова.

## Биография
Младший из трёх сыновей дьяка Я. С. Щелкалова. Имя В. Я. Щелкалова впервые встречается в Тысячной книге (1550) и Дворовой тетради 1552 года. В 1566 году участвовал на земском соборе по поводу продолжения войны с Польшей, в следующем году ездил с послами Ивана IV к Сигизмунду II Августу для заключения мирного договора
Возвышение Василия Щелкалова, как и его брата Андрея, было связано с опричными казнями (1570), когда погибли виднейшие руководители приказного аппарата. Наибольшим влиянием пользовались в последние годы правления царя Ивана IV и первые годы правления Фёдора Ивановича, когда братья были активными участниками дворцовой борьбы (1584—1587).
С 1570 по 1601 год управлял Нижегородской четвертью. Упомянут в свите царя среди прочих дьяков во время похода «в Великий Новгород и на свейские земли» (1572). Зимой 1572/73 года упомянут в свите царя во время похода к Пайде. Весной 1575 года, по указанию Ивана Грозного, вёл переговоры с посланником датского короля Фредерика II, пославшего к московскому двору секретаря Эйзенберга, из-за ливонских крепостей Апсл (Гапсал), Коловерь (Лоден) и Лиговерь (Леаль). 7 июля состоялись переговоры с Эйзенбергом в Старице, которые вёл А. Нагой и В. Я. Щелкалов. Упомянут в свите царя в походе «по крымским вестем» в Калуге (1576) и среди дьяков в Ливонском походе царя (апрель 1577).
В 1577—1594 годах Щелкалов был первым дьяком Разрядного приказа, активным участником ряда дипломатических миссий. В правление Ивана Грозного вместе с братом Андреем поддерживал в своей борьбе за власть при дворе земскую часть Думы, а в царствование Фёдора Ивановича перешел на сторону Бориса Годунова, возглавлявшего дворцовый аппарат. Летом 1584 года Щелкалов был послан с казначеем П. И. Головиным на подворье Московской компании к Д. Горсею для разбирательства спорного дела с английскими и русскими купцами. Руководил с 1585 года особым финансовым органом — Второй четвертью, в ведение которой входили города Галич, Вологда, Ярославль, Белоозеро. Послан 1 июня 1587 в Речь Посполитую в чине печатника и думного дьяка (после опалы в 1589/90 думного дворянина Р. В. Алферьева государева печать полностью перешла в ведение Щелкалова).
Думный дьяк Посольского приказа (30 июня 1594, как и его брат Андрей, отправлен в отставку) и одновременно печатник (с 1595 года). По смерти брата Андрея сделал вклад в Переяславский Фёдоровский монастырь (1597/98). Австрийский гонец М. Шиль, ездивший в Россию в 1598 году, сообщал, что по окончании траура по царю Фёдору Ивановичу (17 февраля), когда вновь начались заседания Земского собора, «великий канцлер Василий Яковлевич Щелкалов предложил (народу) присягнуть князьям и боярам (Боярской думе), на что получил отказ, согласившись присягнуть лишь брату царицы Ирины Борису Годунову». Щелкалов вручил 16-17 марта 1598 года датским послам «извещение», излагавшее историю воцарения Бориса в прогодуновском духе. В этом же году он местничал с ясельничим М. И. Татищевым.
Также управлял приказом Казанского дворца и Стрелецким приказом.
Иностранцы, особенно англичане, не любили Василия Щелкалова, равно как и его брата Андрея Яковлевича, и давали о них весьма нелестные отзывы, главным образом из-за того, что Щелкаловы стремились к уничтожению торговых привилегий иностранных купцов.
В мае-июне 1601 года он подвергся опале «за самовольство», однако репрессиям не подвергся. В октябре-ноябре 1601 года находился в столице и участвовал в переговорах с польскими послами. Временную опалу Щелкалова грузинские послы объяснили тем, что он давал «без царского повеления кормы грузинским послам и деньгами». Им было выставлено в поход 55 всадников (1604), что говорит об огромных богатствах дьяка. Появившийся в Москве Лжедмитрий I пожаловал его в окольничие (1605).
Хотя, по мнению современников, Василий Яковлевич и уступал брату в «дипломатической ловкости» и уме, он был самым влиятельным дьяком после брата в истории России.
Братья Щелкаловы являлись одними из богатейших людей своего времени и были связаны родством со многими знатнейшими фамилиями России.

## Семья
Василий Яковлевич Щелкалов был женат на сестре близкого к Борису Годунову дворянина Н. П. Чупчугова, от брака с которой имел единственного сына Ивана Васильевича.
- Щелкалов Иван Васильевич — стольник и воевода в Суздале (1614)[3].